# Joaquim Santos Simões

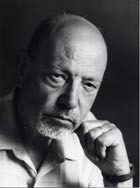
Joaquim Santos Simões

Joaquim António dos Santos Simões (Espinhal, Penela, 12 de Agosto de 1923 — 23 de Junho de 2004) foi um político, professor e pedagogo português.
Santos Simões teve um papel importante como dinamizador cultural nos vários locais onde viveu, em especial, Coimbra e Guimarães. Foi presidente da Sociedade Martins Sarmento, nesta última cidade, desde 1990, onde desenvolveu um trabalho de grande relevância, como, por exemplo, a instalação do Museu de Cultura Castreja (em Salvador de Briteiros) e a concretização da Casa de Sarmento – Centro de Estudos do Património.
Em Guimarães, ele passou por todo o lado. O Círculo de Arte e Recreio e o Teatro de Ensaio Raul Brandão, o Cineclube, a antiga Biblioteca Calouste Gulbenkian, a Escola Francisco de Holanda, o Convívio e os Jogos Florais Minho-Galaicos, a Sociedade Musical de Guimarães, o Magistério, a Universidade do Minho, o Infantário Nuno Simões, o Notícias de Guimarães, o Povo de Guimarães, a Cercigui, a Assembleia Municipal, a Sociedade Martins Sarmento, a democracia, a liberdade, a cultura, têm, em Guimarães, a sua impressão digital.

## Biografia
De 1930 a 1934 frequentou a escolaridade básica na Vila de Espinhal, continuando, posteriormente, os seus estudos no Seminário Maior de Coimbra, de Outubro de 1934 a Novembro de 1936. Em 1937, com um ligeiro atraso, porque só nesta altura pode realizar o exame de admissão aos Liceus (tornado obrigatório no ano anterior), é matriculado no Colégio Progresso, em Coimbra.
Foi pouco depois que começou a sua actividade teatral e associativa, na sua terra natal, que se prolongou de 1939 a 1948, onde colaborou na reconstituição da Filarmónica de Espinhal.
É durante este período (1944 - 1947) que inicia, também, a sua intervenção política, ao participar nas movimentações de estudantes que reivindicam liberdade associativa para a Associação Académica de Coimbra (AAC). Em 1946 tem um papel activo no Movimento de Unidade Democrática Juvenil (MUD Juvenil). É neste contexto que, a partir do ano seguinte, começa a escrever para o Diário de Coimbra, de forma anónima ou sob o pseudónimo de Argos. Em 1948, como democrata que é, apoia a candidatura à presidência da República do General Norton de Matos.
A partir de 1946, o seu percurso cultural será dominado, essencialmente, pela sua participação no Teatro dos Estudantes da Universidade de Coimbra (TEUC), onde será director, encenador e actor. No ano lectivo de 1950/51 acaba por ser eleito presidente da Associação Académica de Coimbra (AAC) e conclui as suas licenciaturas em Ciências Matemáticas e Engenharia Geográfica. Já então se destacava por aquilo que alguns dos seus colaboradores mais próximos designam como um "profundo sentimento de justiça e intervenção social".
Tendo-se mudado para Guimarães, em 1957, para aí leccionar Matemática, continuou aí a sua acção cultural, desde sempre sob a desconfiança política do Estado Novo. Aí, foi fundador e activo dinamizador de diversas associações culturais, como o Círculo de Arte e Recreio, o Cineclube de Guimarães, o Teatro de Ensaio Raul Brandão, a Cercigui e o Infantário Nuno Simões.
Devido à sua orientação política de esquerda, foi preso pela PIDE em 1968 e afastado da função pública. Um ano mais tarde, participa no II Congresso da Oposição Democrática, em Aveiro e é candidato da CDE por Braga, na campanha "eleitoral" para a Assembleia Nacional. Após a revolução do 25 de Abril, é reintegrado no ensino oficial, regressando à (ainda) Escola Industrial e Comercial de Guimarães. Na mesma altura, participa activamente na criação do Partido Movimento Democrático Português (MDP/CDE), integrando os órgãos directivos nacionais e sendo um dos responsáveis pelo partido no distrito de Braga e em Guimarães.
Espírito inconformista, dotado de uma permanente inquietude e de uma resistência de estóico, trabalhador incansável, referência moral, cultural e política para várias gerações.
Pertenceu à Comissão instaladora da Universidade do Minho, e, em 1986, foi nomeado, pelo reitor, para o Senado desta Universidade. 
Em 1990 é eleito presidente da direcção da Sociedade Martins Sarmento, onde concretiza a construção do Museu de Cultura Castreja, inaugurado em 2003 e a criação da Casa de Sarmento.
Jorge Sampaio, Presidente da República, condecorou-o em 1996 com a Comenda de Grande Oficial da Ordem do Infante D. Henrique, evocando as suas qualidades de resistente anti-fascista, democrata, homem de cultura, professor e dirigente associativo, catalisador de actividades que redundaram em obra colectiva.
A sua obra de acção cultural reflecte-se em dois dos seus livros: "Sete Anos de Luta contra o Fascismo - Academia de Coimbra 1944-1951" e "Braga, Grito da Liberdade - História Possível de Meio Século de Resistência". Escreveu ainda algumas peças de teatro e escreveu para diversas publicações periódicas.
Joaquim António dos Santos Simões faleceu em 2004, no Hospital de Fafe, alguns dias depois de o seu nome ter sido atribuído à Escola Secundária de Veiga, actualmente Agrupamento Santos Simões e pouco depois de ter aceite estar presente numa sessão comemorativa em sua homenagem, no Cineclube de Guimarães, onde, numa atitude de humildade, disse que não era ele o homenageado mas, sim, a própria instituição e as pessoas que dela faziam parte.

## Obras
- Agrippino Grieco em Coimbra (1952);
- O teatro dos estudantes da Universidade de Coimbra no Brasil (1952);
- Dez dias na Guiné: reportagem da visita do T.E.U.C. (1953);
- Auto da Rainha Santa (1956);
- A juba do leão (1962);
- Suavemente grande avança (1965);
- A prenda de Natal (1966);
- Engrenagens do ensino : depoimento (1968);
- Por sua dama contra el-rei (1970);
- Mas o melhor do Mundo são as crianças : para uma compreensão da situação materno-infantil no concelho de Guimarães (1970);
- A galinha Gertrudes e o galo fraldisqueiro (1971);
- E, contudo, move-se: carta-aberta ao Governador Civil de Braga (1973);
- A alimentação e a criança (1974);
- A igualdade de oportunidades para as crianças exige a igualdade social dos adultos (1974);
- Água de vivos (1974);
- A bruxa, a fada e eu : teatro para crianças (1976);
- Mas tu exílio persistes: carta aberta (1979);
- Contribuição para a história da Associação Académica de Coimbra-1936 a 1951  (1987);
- O teatro dos estudantes da Universidade de Coimbra no Brasil : 50 anos depois, 1951-2001 (2001).